# فرانك غيتس ألين
فرانك غيتس ألين (بالإنجليزية: Frank Gates Allen)‏ هو لاعب كرة قدم أمريكية أمريكي، ولد في 14 فبراير 1858، وتوفي في 30 أغسطس 1940 في مولين في الولايات المتحدة.